# Gradska vijećnica u Lübecku
Gradska vijećnica u Lübecku (njemački Lübecker Rathaus) je građevina u njemačkom gradu Lübecku, poznata po tome što je služila kao središte Hanse i središte gradske uprave, dok je dvorište služilo kao tržnica. Njena gradnja je započela 1226. godine, a svoj sadašnji oblik je dobila u 16. stoljeću, te tako predstavlja jednu od rijetkih kombinacija romaničke, gotičke i renesansne arhitekture. Danas služi za sastanke Senata grada Lübecka.

## Vanjske poveznice
- www.luebeck.de: Lübecker Rathaus